# Julius Panitz
Julius Panitz (ur. 1892, zm. ?) – zbrodniarz nazistowski, członek załogi niemieckiego obozu koncentracyjnego Dachau i SS-Obersturmführer.
Członek Waffen-SS. W czasie II wojny światowej pełnił służbę w obozie głównym Dachau, początkowo jako sierżant kompanii wartowniczej, a następnie jako jej dowódca.
W procesie członków załogi Dachau (US vs. Wilhelm Kemm i inni), który miał miejsce w dniach 23–24 lipca 1947 przed amerykańskim Trybunałem Wojskowym w Dachau Panitz skazany został początkowo na 15 lat pozbawienia wolności. Uznano go za winnego bicia więźniów oraz udziału w egzekucjach. Po rewizji wyroku w dniu 23 września 1948 wyrok unieważniono. Uznano bowiem wprawdzie, iż Panitz maltertował więźniów, ale w okresie, który nie został objęty zarzutami aktu oskarżenia.